# بوركية
البوركية (الاسم العلمي: Burkea) هي جنس من النباتات تتبع الفصيلة البقولية من رتبة الفوليات.

## أنواع نبات البوركية
- بوركية أفريقية
- بوركية كابيرنجو